# اغواگران
اغواگران (انگلیسی: The Seducers) یک فیلم درام اِروتیک به کارگردانی اوتاویو آلسی است که در سال ۱۹۶۹ منتشر شد.

## بازیگران
- مود دو بلروش
- مائورینسیو بونولیا
- ادویژ فنش
- روجرو میتی
- روزالبا نری
- سالواتوره پونتیلو